# Age of Empires II: The Age of Kings
Pour les articles homonymes, voir AOK.
Vous lisez un « bon article » labellisé en 2016.
Age of Empires II: The Age of Kings (souvent abrégé en AoK) est un jeu vidéo de stratégie en temps réel développé par Ensemble Studios et publié sur PC et MAC par Microsoft en 1999. Le jeu est le deuxième épisode de la série Age of Empires après Age of Empires, publié en 1997, et utilise le même moteur de jeu basé sur des sprites en 2D isométrique. L'action du jeu se déroule dans un contexte historique pendant le Moyen Âge, le joueur devant faire évoluer une civilisation à travers quatre âges — l’âge sombre, l’âge féodal, l’âge des châteaux et l’âge impérial — afin de débloquer de nouvelles technologies et unités pour bâtir un empire. Treize civilisations sont disponibles dans le jeu, chacune d'elles s'inspirant de civilisations médiévales d’Europe de l'Ouest, d’Europe de l'Est, du Moyen-Orient et de l’Asie de l'Est. Comme son prédécesseur, le jeu est bien accueilli par la presse spécialisée et le public grâce notamment à son contexte historique et aux améliorations apportées au système de jeu du premier opus de la série. Plus de deux millions de copies du jeu sont ainsi mises en vente trois mois après sa sortie et il se classe quatrième des meilleures ventes de jeux vidéo en 1999. En 2019, le jeu fait son grand retour sur la plateforme Steam ainsi qu'au tour des Xbox Series X|S en 2023. Cette version est publiée par Xbox Games Studio et comprend une refonte partielle des graphismes.
En 2000, le jeu se voit doté d'une extension intitulée The Conquerors, elle aussi développée par Ensemble Studios, qui inclut cinq nouvelles civilisations — les Espagnols, les Huns, les Coréens, les Mayas et les Aztèques — ainsi que de nouvelles campagnes et de nouvelles unités. Le jeu est ensuite publié sur PlayStation 2 par Konami en 2001 puis adapté par Backbone Entertainment sur Nintendo DS en 2006 sous la forme d'un jeu de stratégie au tour par tour baptisé Age of Empires: The Age of Kings. Il a également fait l'objet d'une suite baptisée Age of Empires III qui est publiée en 2005 et dont l'action se déroule pendant l'époque coloniale dans le Nouveau Monde.
En 2013, une version haute définition du jeu et une nouvelle extension intitulée The Forgotten, initialement conçue par Forgotten Empires LLC comme une modification non officielle du jeu, sont publiées sur Steam par Microsoft. Une troisième extension baptisée The African Kingdoms, également développée par Forgotten Empires LLC, est publiée sur Steam par Microsoft en 2015. La quatrième extension, Rise of the Rajas, co-développée par Forgotten Empires LL et SkyBox Labs, est publiée le 19 décembre 2016 sur Steam par Microsoft. Une édition définitive sort en 2019 accompagnée d'une nouvelle extension The Last Khans à laquelle s'ajoutent en 2021 Lord of the West le 27 janvier et Dawn of the Dukes en août.

## Trame
Le jeu prend place en Europe, au Moyen-Orient et en Asie de l'Est et s’inscrit dans la trame historique du Moyen Âge. Dans ce contexte, le joueur fait évoluer une civilisation de la fin de l'Antiquité tardive jusqu’au début de la Renaissance. Les campagnes du jeu retracent des événements de l'histoire de cinq civilisations : les Écossais, les Francs, les Mongols, les Sarrasins et les Teutons. Dans la première d'entre elles, qui tient également lieu de tutoriel et retrace les batailles menées par William Wallace contre les Britanniques, le joueur se voit confier le destin de l'Écosse pendant les guerres d'indépendance. La campagne des Francs retrace le parcours de Jeanne d'Arc dans sa mission pour délivrer la France de l'occupation anglaise. Le joueur suit également Gengis Khan lors de sa conquête de l'empire perse, Saladin dans sa défense de la Terre sainte et la reconquête de Jérusalem et enfin l'empereur Frédéric Barberousse lors de la pacification du Saint-Empire romain germanique et des croisades.

## Système de jeu
Age of Empires II est un jeu de stratégie en temps réel qui reprend le système de jeu de son prédécesseur. Comme dans ce dernier, le joueur doit faire évoluer une civilisation à travers quatre âges — l’âge sombre, l’âge féodal, l’âge des châteaux et l’âge impérial — pour débloquer des nouvelles technologies, des armes et des unités plus puissantes. Pour gagner, le joueur doit collecter des ressources qui lui permettent de construire des bases et de créer une armée capable de défaire l'adversaire. Son système de jeu se distingue néanmoins de celui de son prédécesseur grâce à un certain nombre de nouveautés, dont notamment une plus grande différenciation entre les civilisations, aussi bien dans le domaine économique que militaire. L'interface intègre également des améliorations comme la possibilité d'assigner des formations à un groupe d'unités ou l'introduction d'une commande qui permet de localiser les villageois inactifs.

### Civilisations
Treize civilisations sont disponibles dans le jeu. Celles-ci sont divisées en quatre groupes distincts dont le style architectural, qui se différencie à partir de l'âge féodal, est basé sur celui des civilisations d’Europe de l'Ouest, d’Europe de l'Est, du Moyen-Orient et de l’Asie de l'Est. Ces treize civilisations sont les suivantes,.
| Style         | Europe de l’Ouest          | Europe de l’Est       | Moyen-Orient                     | Asie de l’Est            |
| ------------- | -------------------------- | --------------------- | -------------------------------- | ------------------------ |
| Civilisations | Britanniques Celtes Francs | Teutons Goths Vikings | Byzantins Turcs Sarrasins Perses | Chinois Japonais Mongols |

En plus d'être différenciées par leur style architectural, chaque civilisation possède des points forts et des points faibles dans les domaines économique, technologique et militaire que le joueur doit exploiter pour gagner. Chacune dispose en particulier d’une (voire de deux pour les Vikings) unité de combat spéciale disponible à partir de l'âge des châteaux qui possède des caractéristiques uniques,. Par exemple les Celtes sont ainsi les seuls à pouvoir produire des « guerriers de guède » (l'unité d'infanterie la plus rapide du jeu). Chaque civilisation dispose également d'avantages spécifiques : Par exemple, les unités d'infanterie des Celtes se déplacent plus rapidement que celles des autres civilisations. Leurs unités de siège, utilisées pour détruire les bâtiments, sont également plus puissantes que les autres. Ces différences ne se limitent pas toujours à l'aspect militaire. Ainsi, l'infanterie des Goths est moins coûteuse que celle des autres civilisations, ce qui leur permet de lancer des rush (attaques rapides) très tôt dans la partie. De leur côté, les Vikings disposent entre autres dès le départ de deux technologies du moulin gratuites qui permettent à leurs villageois de collecter les ressources plus rapidement. En revanche, chaque civilisation ne peut pas développer toutes les technologies disponibles dans le jeu, ce qui leur donne à chacune des faiblesses. Par exemple, les Celtes n'ont pas toutes les technologies de développement des archers et de la cavalerie, ce qui limite leur capacité à rivaliser avec certaines civilisations dans ces domaines, notamment en fin de partie. Les Goths n'ont eux pas accès aux différentes technologies qui permettent de développer les structures défensives du jeu comme les tours défensives et les murs.

### Économie
Comme dans Age of Empires, l'économie du jeu est centrée autour de quatre ressources — le bois, la pierre, l'or et la nourriture — que le joueur doit collecter pour pouvoir se développer. Pour cela, ce dernier dispose, dès le début d'une partie standard, d'un forum qui permet de stocker les ressources et de former des villageois capables de les collecter,. Si le système économique du jeu reste similaire à celui de son prédécesseur, il intègre néanmoins un certain nombre de nouveautés. Ainsi, il devient possible de faire sonner la cloche du forum afin d'ordonner aux villageois de se réfugier dans les bâtiments qui deviennent alors des structures défensives,. Le marché a également évolué par rapport à celui d'Age of Empires. En plus des recherches technologiques et du paiement de tribut aux joueurs alliés, celui-ci permet en effet d'échanger des ressources, dont les prix fluctuent en fonction de l'offre et de la demande, ou de créer des caravanes qui peuvent commercer entre les villes du joueur et celles des autres joueurs,. Un navire spécifique permet, de la même manière, de commercer entre deux ports. Enfin, de nouvelles technologies destinées à améliorer la production de ressources font aussi leur apparition.

### Unités
Les ressources collectées par les villageois peuvent être utilisées pour lever une armée. Pour recruter des troupes, le joueur a accès aux mêmes types de bâtiments que dans Age of Empires, la caserne pour l'infanterie, l'écurie pour la cavalerie, le camp de tir à l’arc pour les unités de tir et à la place de l'académie, le château fort pour les unités spécifiques à chaque civilisation. Des améliorations pour ces unités militaires peuvent être recherchées à la forge, cette dernière étant également requise pour construire l'atelier qui permet de fabriquer des armes de siège. Des améliorations plus avancées sont également disponibles dans le château fort dont la construction donne aussi accès à une nouvelle machine de siège, le trébuchet. Pour se protéger des attaques adverses, les joueurs ont accès à de nombreux bâtiments défensifs qui vont des palissades et des tours de guet des premiers âges jusqu'aux murailles, donjons, châteaux forts et portes s'ouvrant au passage des unités alliées des âges plus avancés. Les combats peuvent également se dérouler sur l'eau grâce à de nombreux navires de guerre comme la galère, le galion à canon, le bateau incendiaire qui arrose ses cibles de liquide enflammé et le navire de démolition qui fonce sur sa cible avant d'exploser. Le prêtre du premier volet revient sous la forme du moine qui possède des pouvoirs similaires à ceux de son prédécesseur. Il peut ainsi soigner les unités alliées, convertir les unités et bâtiments ennemis afin d'en prendre le contrôle et ramasser les reliques pour les stocker dans leur monastère où elles rapportent automatiquement de l'or au joueur,.
Grâce à des codes de triche, le joueur peut également obtenir des unités spéciales dont une voiture de sport équipée de mitrailleuses.

### Interface
L'interface du jeu est très proche de celle de Age of Empires. Comme dans celui-ci, l'écran est divisé en plusieurs parties, la plus grande étant la carte de commande dans laquelle le joueur opère pour donner des ordres à ses unités. En bas se trouvent la mini-carte (ou mini-map), la barre de statut et les boutons de commande des unités sélectionnées. En haut se trouvent les compteurs de ressources ainsi que la barre qui permet d'accéder au menu du jeu, à l'arbre des technologies, au menu de diplomatie et au chat entre joueurs. L'interface de Age of Empires II intègre toutefois un certain nombre d'améliorations. Ainsi, il devient possible d’enchaîner la production de plusieurs unités et de définir un point de rassemblement pour chaque bâtiment. Des ordres plus précis peuvent être donnés aux unités, comme patrouiller, garder ou suivre, et il est possible d'assigner une formation à un groupe d'unité. Pour aider le joueur, des textes explicatifs sont intégrés au jeu et un bouton qui permet de sélectionner les villageois inactifs fait son apparition,.

### Modes de jeu
Plusieurs modes de jeu sont disponibles dans Age of Empires II. Dans le mode campagne, le joueur doit compléter des missions aux objectifs distincts qui se succèdent de manière linéaire. Cinq campagnes sont disponibles dans le jeu. Chacune se focalise sur une civilisation et la première tient également lieu de tutoriel. De son côté, le mode escarmouche permet de jouer contre l'intelligence artificielle ou contre d'autres joueurs (jusqu'à huit) en réseau local, par modem ou sur Internet via des sites spécialisés comme MSN Games ou GOA. Dans ce mode, les cartes sont générées aléatoirement et les différentes manières de remporter la partie peuvent être choisies avant qu'elle ne commence. Quatre options de victoire sont ainsi disponibles : la destruction totale des bâtiments et unités adverses, le contrôle de toutes les reliques disponibles sur la carte pendant un certain temps ou la construction d’une merveille qu'il faut ensuite protéger. La dernière option permet de fixer une durée à la partie, le joueur avec le plus haut score à la fin du décompte étant alors déclaré vainqueur. Il est également possible de jouer sur ces cartes aléatoires en mode match à mort dans lequel les participants commencent avec de grandes quantités de ressources ; ou en mode régicide dans lequel chaque joueur commence avec un roi qu’il doit garder en vie pour ne pas perdre,. Comme son prédécesseur, le jeu intègre un éditeur de scénario qui permet de créer des scénarios ou des campagnes. Très simple à prendre en main, celui-ci permet notamment d'intégrer des déclencheurs d’événements au cours d'un scénario et des scènes cinématiques entre les missions d'une campagne.

## Développement

### Début du projet
Avant même la fin du développement d’Age of Empires, Ensemble Studios s’est engagé par contrat avec Microsoft à développer une suite à celui-ci. Afin de garder une certaine continuité avec le premier opus de la série, l’équipe de développement décide que l’action d’Age of Empires II prendra place au Moyen Âge, cette solution permettant également à l’équipe de concepteurs de facilement différencier les deux jeux tout en gardant les aspects du système de jeu qui avaient fait le succès d’Age of Empires. The Age of Kings doit à l'origine être développé en seulement un an car l'équipe de développement prévoit de réutiliser le moteur de jeu d’Age of Empires basé sur des sprites en 2D isométrique. Cependant, après plusieurs mois de développement, l’équipe se rend compte qu’ils ne pourront pas atteindre un niveau de qualité satisfaisant dans les délais. Ensemble Studios informe alors Microsoft de ce retard et propose comme solution alternative le développement d'une extension, baptisée The Rise of Rome, plus facile à mettre en œuvre et qui pourra donc être prête fin 1998, en échange d'un délai supplémentaire d'un an pour le développement d’Age of Empires II.

### Équipe de développement
- Producteurs : Chris Rippy, Tony Goodman, Harter Ryan, Brian Sullivan
- Responsable conception : Greg Street
- Concepteurs : Karen Sparks, Sandy Petersen, Bruce Shelley
- Responsable programmation : Angelo Laudon
- Programmation : Paul Bettner, Tim Deen, Mario Grimani, Dave Pottinger, Matt Pritchard
- Directeur artistique : Duncan McKissick
- Artistes : Jeff Dotson, Herb Ellwood, Bryan Hehmann, Duane Santos, Chad Walker, Eric Walker, Scott Winsett
- Effets sonores : Chris Rippy
- Compositeur : Stephen Rippy
- Testeurs : Kevin Holme, Michael Linderoth

Pour s’assurer que le délai supplémentaire d’un an soit respecté, de nouveaux programmeurs, concepteurs et artistes sont recrutés. Age of Empires ayant été critiqué pour les faiblesses de son intelligence artificielle, Ensemble Studio recrute également un vétéran de l’industrie du jeu vidéo, Mario Grimani, pour diriger l’équipe de développement chargée de rendre les civilisations contrôlées par l’ordinateur plus difficiles à battre sans que celui-ci ne triche en s’attribuant des avantages.
Au total, environ cinquante personnes ont travaillé sur le développement de The Age of Kings.

### Conception
D'après Bruce Shelley, les concepteurs ont particulièrement été influencés par StarCraft dont ils s'inspirent pour introduire une plus grande différenciation entre les civilisations. Il note également qu'une grande partie du contenu ajouté dans ce nouvel opus provient en fait d'une longue liste d'idées initialement prévues pour Age of Empires mais qui n'avaient pas pu être mises en place.
Pour pallier des critiques sur l'intelligence artificielle, le système de recherche de chemin du jeu est également complètement réécrit. L’équipe de développement n’a en revanche pas la même réussite sur la résolution de tous les problèmes identifiés dans le jeu original. Ainsi, le programmeur Matt Pritchard regrette que, malgré la promesse de Microsoft de mettre à disposition du studio un outil permettant de corriger les bugs par l'intermédiaire de patchs, celui-ci n'est pas encore disponible à la sortie du jeu. En dépit des nombreux bugs du jeu, le premier patch est ainsi mis à disposition des joueurs plus de onze mois après sa sortie,. En outre, Matt Pritchard regrette l’absence d’outils spécifiques destinés à faciliter le travail de l’équipe chargée des graphismes, notant que les autres équipes qui travaillent sur le jeu disposent d’outils et de procédures automatisées pour les assister dans le développement et les tests,. Il remarque toutefois que, malgré ce problème, l’équipe chargée des graphismes a fait d’importants progrès avec notamment un nouveau système de rendu du terrain, plus puissant que celui de Age of Empires. L’éditeur de scénario est aussi amélioré avec l’introduction d’un système de programmation évènementielle qui permet de déclencher une action à la suite d'un événement particulier. L’éditeur bénéficie également des améliorations du système d’intelligence artificielle, celui-ci et le système de programmation événementielle étant souvent utilisés dans la campagne du jeu.
Au total, Age of Empires II est constitué de 40 000 assets, qui incluent les images matricielles, les textures, les modèles 3D, les sons, les musiques et le code source. En dehors du code source, la gestion de ces assets par Ensemble Studios est basée sur une arborescence de répertoires, centralisée sur un serveur et qui peut être dupliquée sur les stations de travail si besoin. Ces assets sont ainsi édités localement par les développeurs, avant d'être partagés, ou directement modifiés sur le serveur. Si ce système a l'avantage d'être très simple à mettre en place et à utiliser, il se révèle parfois problématique, car les développeurs perdent régulièrement du temps pour recréer des assets corrompus ou accidentellement perdus.
De son côté, le code source est géré par l'intermédiaire du logiciel Microsoft SourceSafe 6.

### Musique
Comme pour les autres épisodes de la série, la bande originale de The Age of Kings est composée par Stephen Rippy. Les musiques écrites pour le jeu sont séparées en deux catégories. Celles qui précèdent une partie sont spécifiques à la civilisation choisie, alors que celles jouées pendant une partie sont issues d’un mélange d’éléments musicaux qui proviennent des différentes cultures apparaissant dans le jeu. Des thèmes spécifiques sont également écrits pour les campagnes historiques afin de faire correspondre au mieux la musique au personnage joué.

## Versions et extensions

### Version de démonstration
Une version de démonstration de Age of Empires II est publiée le 16 octobre 1999. Celle-ci contient la campagne de tutoriel ainsi qu’un échantillon de cartes aléatoires et permet de jouer sur Internet via MSN Gaming Zone. De nombreuses versions incomplètes du jeu sont également mises à disposition de manière illégale.

### Versions PC
Age of Empires II est publié par Microsoft le 30 septembre 1999 en Amérique du Nord et en Europe.
Le 2 novembre 2000, Microsoft publie Age of Empires Collector's Edition qui regroupe Age of Empires, Age of Empires II et leurs extensions. Le 24 août 2001, Microsoft publie Age of Empires II Gold Edition qui regroupe le jeu original et son extension. Le 9 avril 2013, une version haute définition du jeu, baptisée Age of Empires II HD Edition est développée par Hidden Path Entertainment, et publiée sur Steam. Celle-ci inclut le jeu original et son extension,. La version de 2000, The Conquerors, reste cependant privilégiée pour le mode multijoueur en ligne jusqu'à la sortie de la Definitive Edition.

### Extensions
En 2000, Microsoft publie une première extension d'Age of Empires II baptisée The Conquerors. Celle-ci introduit cinq nouvelles civilisations dont deux — les Aztèques et les Mayas — disposent d’un nouveau style architectural qui correspond aux civilisations précolombiennes d’Amérique, les trois autres — les Espagnols, les Huns et les Coréens — étant basées sur des styles du jeu original. De nouvelles unités spécifiques à ces nouvelles civilisations font leur apparition, comme les « archers à plumes » Mayas, et des modifications sont apportées à des unités existantes, certaines bénéficiant de nouvelles améliorations comme les « piquiers » qui peuvent être transformés en « hallebardiers ». De nouvelles technologies spécifiques à chaque civilisation font également leur apparition,. Trois nouvelles campagnes basées sur le même principe que celles du jeu original sont également disponibles, ainsi qu’une campagne spéciale qui retrace de grandes batailles comme celles d’Azincourt ou d’Hastings. De nouveaux types d’environnement sont également introduits, dont des environnements hivernaux et tropicaux,.
Une deuxième extension intitulée The Forgotten est publiée par Microsoft le 7 novembre 2013 sur Steam. Initialement conçue par Forgotten Empires comme une modification non officielle du jeu, celle-ci inclut quatre nouvelles campagnes, de nouveaux modes de jeu ainsi que cinq nouvelles civilisations: les Italiens, les Indiens, les Slaves, les Hongrois et les Incas. Cette extension est uniquement compatible avec la version haute définition du jeu publiée en avril 2013. Une nouvelle extension destinée à la version haute définition du jeu et développée par Forgotten Empires, baptisée The African Kingdoms, est publiée le 5 novembre 2015,. Celle-ci se focalise sur les civilisations africaines avec notamment quatre nouvelles civilisations — les Maliens, les Berbères, les Éthiopiens et les Portugais — ainsi que quatre nouvelles campagnes. Le 19 décembre 2016, Rise of the Rajas, la troisième extension destinée à la version haute définition du jeu, est publiée. Toujours développée par Forgotten Empires, elle se focalise cette fois-ci sur les civilisations du Sud-Est asiatique et ajoute, entre autres, quatre nouvelles civilisations — les Birmans, les Khmers, les Malaisiens et les Vietnamiens et les désormais habituelles quatre campagnes les accompagnant.
Une remastérisation du jeu intitulée Definitive Edition sort le 14 novembre 2019, à l'occasion des 20 ans du jeu. Quatre nouvelles civilisations sont disponibles : les Bulgares, les Coumans, les Lituaniens et les Tatars. Trois extensions successives sortent en janvier 2021 (Lords of the West), août 2021 (Dawn of the Dukes) et en avril 2022 (Dynasties of India), qui ajoutent chacune des civilisations (respectivement Bourguignons et Siciliens ; Bohémiens et Polonais ;  Bengalis, Dravidiens et Gurjaras) et de nouvelles campagnes (neuf au total). Cela porte le nombre de civilisations jouables à 42, contre 13 pour le jeu d'origine.

### Version PlayStation 2
Une version PlayStation 2 du jeu, développée par Ensemble Studios, est publiée par Konami en novembre 2001 en Europe et le 14 février 2002 au Japon.

### Version Nintendo DS
Une version Nintendo DS du jeu, intitulée Age of Empires: The Age of Kings et développée par Backbone Entertainment, est publiée le 14 février 2006 par Majesco Entertainment. Contrairement au jeu original, l'action du jeu se déroule au tour par tour et seules cinq civilisations sont disponibles : les Britanniques, les Francs, les Mongols, les Japonais et les Sarrasins,.

## Accueil
| Age of Empires II: Age of Kings |      |        |
| Média                           | Pays | Notes  |
| AllGame                         | US   | 4.5/5  |
| Computer and Video Games        | US   | 90 %   |
| Computer Gaming World           | US   | 5/5    |
| Cyber Stratège                  | FR   | 5/5    |
| Edge                            | US   | 80 %   |
| Eurogamer                       | US   | 90 %   |
| Gamekult                        | FR   | 8/10   |
| GamePro                         | US   | 5/5    |
| Game Revolution                 | US   | A-     |
| GameSpot                        | US   | 9,1    |
| GameSpy                         | US   | 89 %   |
| Gen4                            | FR   | 6/6    |
| IGN                             | US   | 8,8/10 |
| Jeuxvideo.com                   | FR   | 17/20  |
| Joystick                        | FR   | 90 %   |
| PC Zone                         | UK   | 90 %   |
| Compilations de notes           |      |        |
| Metacritic                      | US   | 92 %   |
| GameRankings                    | US   | 92 %   |

### Ventes
En octobre 1999, Age of Empires II: The Age of Kings est numéro un des ventes. En janvier 2000, soit trois mois après sa sortie, Microsoft annonce avoir mis en vente deux millions de copies du jeu. Celui-ci est alors numéro un des ventes aux États-Unis, au Japon, au Royaume-Uni, en Allemagne, en France, en Australie et en Corée du Sud. Le jeu se classe ainsi quatrième des meilleures ventes de l’année 1999 et reste ensuite pendant deux ans et demi dans les vingt premiers du classement des meilleures ventes,. Au total, les deux premiers volets de la série et leurs extensions respectives atteignent les 8,5 millions d'exemplaires vendus en 2002.

### Critiques
À sa sortie, la presse spécialisée salue les améliorations apportées au moteur de jeu de son prédécesseur et met notamment en avant le niveau de détail des unités, des bâtiments et des décors ainsi que les corrections apportées à leurs proportions,. Les critiques notent qu’il devient ainsi plus facile de distinguer les unités puisque chacune d’elles possède une identité visuelle propre, même si certains journalistes jugent qu’il est toujours difficile de différencier certaines des unités disponibles en début de partie,. De leur côté, les évolutions des bâtiments à travers les âges sont jugées « renversantes » et les animations « impeccables » et « fluides » malgré quelques ralentissements lors des affrontements entre un grand nombre d'unités,. Les effets sonores du jeu sont décrits comme une des grandes réussites du jeu, les critiques jugeant qu’ils gardent ce côté réaliste qui caractérisait Age of Empires et qu’ils améliorent réellement l’expérience de jeu,. De son côté, la bande originale du jeu est jugée « agréable » mais comme n’apportant rien de significatif au jeu,. Les voix anglaises des personnages sont en revanche décrites comme « horribles ».
Au niveau du gameplay du jeu, la presse spécialisée estime qu'Age of Empires II ne révolutionne pas le concept du jeu original mais qu’il apporte suffisamment de nouveautés pour intéresser les joueurs. Les critiques mettent notamment en avant les améliorations apportées à l’intelligence artificielle du jeu par rapport au premier opus de la série et notent que la prise en main est toujours aussi aisée grâce à une interface claire et concise,. En revanche, l’équilibrage est parfois mis en doute, la critique du site IGN jugeant par exemple que le jeu se résume trop souvent à produire un maximum de troupes et à les envoyer au combat. Les campagnes du jeu sont décrites comme « assez bien conçues » même si certains journalistes les jugent moins inspirées que celles de Dark Reign ou de StarCraft,. Les critiques regrettent également l’absence de scènes cinématiques entre les missions. De son côté, le mode multijoueur est très bien reçu par la presse qui salue notamment la diversité des modes de jeu disponibles et la possibilité de créer ses propres scénarios grâce à l’éditeur de niveaux,.

### Récompenses
L'année de sa sortie, Age of Empires II est récompensé à plusieurs reprises par la presse spécialisée, incluant le prix de « meilleur jeu de stratégie de l’année » attribué par le site GameSpot en 1999 et les prix de « meilleur jeu de stratégie de l’année » et de « meilleur jeu de l’année » attribués lors de l’Academy of Interactive Arts and Sciences de 2000,. Le jeu est depuis fréquemment inclus dans les classements des meilleurs jeux des sites et magazines de jeux vidéo. Le site IGN le classe ainsi cinquante-troisième de son classement des « 100 meilleurs jeux de tous les temps » de 2005 puis dixième de son classement des « 25 meilleurs jeux PC de tous les temps » en 2007,.

## Postérité

### Influence
Age of Empires II a eu une certaine influence sur le genre des jeux de stratégie en temps réel. Publié en 2001 par LucasArts, Star Wars: Galactic Battlegrounds utilise le même moteur de jeu et son gameplay est inspiré de celui des Age of Empires. Le système de jeu d'Empire Earth est également très proche de celui des Age of Empires dont il reprend, d’après la critique du site GameSpot, l’interface et certains raccourcis clavier. Rick Goodman, le concepteur de celui-ci, était d’ailleurs responsable du design d'Age of Empires et de son extension. Toujours d’après le site internet GameSpot, le système de jeu de Cossacks: European Wars est lui aussi basé sur celui de The Age of Kings.

### Suites
Après la sortie de l'extension The Conquerors en 2000, Ensemble Studios s’éloigne du genre historique et développe Age of Mythology qui partage des éléments de gameplay avec ses prédécesseurs mais s'inspire de la mythologie et des légendes de la Grèce, de l’Égypte et des pays nordiques en incorporant de nouveaux types d’unités, comme des héros et des créatures fantastiques, et un système de divinités qui permet de débloquer des pouvoirs divins et des technologies,. Le troisième volet historique de la série, intitulé Age of Empires III, est publié en 2005 et couvre la période de colonisation de l’Amérique du Nord. Le jeu reprend les principaux éléments du système de jeu des premiers Age of Empires qu'il transpose dans un univers en trois dimensions basé sur le moteur graphique d'Age of Mythology. Le jeu introduit tout de même quelques innovations en matière de gameplay, dont l'ajout des métropoles qui peuvent assister la colonie du joueur en lui envoyant des renforts ou des vivres et qui évoluent au cours de la partie grâce à un système d'expérience. Le dernier jeu de la série, baptisé Age of Empires Online, est publié en 2012. Bien que disponible gratuitement en téléchargement, le jeu propose du contenu additionnel qui peut être obtenu en jouant ou par un système de micropaiement. Son système de jeu est dans la droite ligne de celui de ses prédécesseurs mais enrichi d’éléments de jeu en ligne massivement multijoueur. Sa phase de développement active se termine le 1er janvier 2014, le producteur exécutif du jeu — Kevin Perry — expliquant qu'ajouter du contenu supplémentaire n'est plus rentable. Les serveurs du jeu sont consécutivement fermés le 1er juillet 2014.